# بودايبو
بودايبو (بالروسية: Бодайбо) هي إحدى مدن روسيا في الكيان الفدرالي الروسي إركوتسك أوبلاست.

## المناخ
يظهر الجدول التالي التغييرات المناخية على مدار السنة لبودايبو:
| البيانات المناخية لـبودايبو           | البيانات المناخية لـبودايبو | البيانات المناخية لـبودايبو | البيانات المناخية لـبودايبو | البيانات المناخية لـبودايبو | البيانات المناخية لـبودايبو | البيانات المناخية لـبودايبو | البيانات المناخية لـبودايبو | البيانات المناخية لـبودايبو | البيانات المناخية لـبودايبو | البيانات المناخية لـبودايبو | البيانات المناخية لـبودايبو | البيانات المناخية لـبودايبو | البيانات المناخية لـبودايبو |
| الشهر                                 | يناير                       | فبراير                      | مارس                        | أبريل                       | مايو                        | يونيو                       | يوليو                       | أغسطس                       | سبتمبر                      | أكتوبر                      | نوفمبر                      | ديسمبر                      | المعدل السنوي               |
| ------------------------------------- | --------------------------- | --------------------------- | --------------------------- | --------------------------- | --------------------------- | --------------------------- | --------------------------- | --------------------------- | --------------------------- | --------------------------- | --------------------------- | --------------------------- | --------------------------- |
| الدرجة القصوى °م (°ف)                 | 3.3 (37.9)                  | 4.5 (40.1)                  | 11.8 (53.2)                 | 22.7 (72.9)                 | 32.7 (90.9)                 | 39.6 (103.3)                | 38.6 (101.5)                | 36.6 (97.9)                 | 28.7 (83.7)                 | 19.1 (66.4)                 | 10.3 (50.5)                 | 4.2 (39.6)                  | 39.6 (103.3)                |
| متوسط درجة الحرارة الكبرى °م (°ف)     | −26.0 (−14.8)               | −20.0 (−4.0)                | −6.6 (20.1)                 | 4.5 (40.1)                  | 13.7 (56.7)                 | 22.9 (73.2)                 | 26.1 (79.0)                 | 22.5 (72.5)                 | 13.0 (55.4)                 | 1.1 (34.0)                  | −14.1 (6.6)                 | −24.1 (−11.4)               | 1.1 (34.0)                  |
| المتوسط اليومي °م (°ف)                | −30.4 (−22.7)               | −26.0 (−14.8)               | −14.8 (5.4)                 | −2.3 (27.9)                 | 6.6 (43.9)                  | 14.6 (58.3)                 | 18.1 (64.6)                 | 14.8 (58.6)                 | 6.8 (44.2)                  | −3.3 (26.1)                 | −18.4 (−1.1)                | −28.1 (−18.6)               | −5.2 (22.6)                 |
| متوسط درجة الحرارة الصغرى °م (°ف)     | −34.2 (−29.6)               | −31.1 (−24.0)               | −21.7 (−7.1)                | −8.3 (17.1)                 | 0.1 (32.2)                  | 7.6 (45.7)                  | 11.7 (53.1)                 | 9.6 (49.3)                  | 2.8 (37.0)                  | −6.5 (20.3)                 | −22.2 (−8.0)                | −31.8 (−25.2)               | −10.3 (13.4)                |
| أدنى درجة حرارة °م (°ف)               | −55.1 (−67.2)               | −51.4 (−60.5)               | −46.7 (−52.1)               | −33.7 (−28.7)               | −14.3 (6.3)                 | −3.7 (25.3)                 | 0.5 (32.9)                  | −1.8 (28.8)                 | −8.9 (16.0)                 | −32.9 (−27.2)               | −45.3 (−49.5)               | −52.1 (−61.8)               | −55.1 (−67.2)               |
| الهطول مم (إنش)                       | 22.9 (0.90)                 | 13.9 (0.55)                 | 10.6 (0.42)                 | 15.5 (0.61)                 | 34.8 (1.37)                 | 60.1 (2.37)                 | 75.1 (2.96)                 | 72.9 (2.87)                 | 53.2 (2.09)                 | 28.2 (1.11)                 | 30.1 (1.19)                 | 26.0 (1.02)                 | 443.3 (17.46)               |
| متوسط أيام هطول الأمطار (≥ 0.1 mm)    | 25.3                        | 20.7                        | 17.0                        | 16.8                        | 13.2                        | 13.3                        | 14.8                        | 14.5                        | 16.8                        | 20.8                        | 24.6                        | 22.2                        | 220                         |
| متوسط الرطوبة النسبية (%)             | 77.5                        | 76.0                        | 68.4                        | 63.0                        | 59.5                        | 66.4                        | 72.6                        | 76.1                        | 80.0                        | 77.5                        | 81.1                        | 78.4                        | 73.0                        |
| ساعات سطوع الشمس الشهرية              | 22                          | 89                          | 145                         | 200                         | 192                         | 191                         | 238                         | 195                         | 105                         | 71                          | 43                          | 13                          | 1٬504                       |
| المصدر #1: climatebase.ru (1937-2005) |                             |                             |                             |                             |                             |                             |                             |                             |                             |                             |                             |                             |                             |
| المصدر #2: NOAA (sun only, 1961-1990) |                             |                             |                             |                             |                             |                             |                             |                             |                             |                             |                             |                             |                             |